# Шабесгой
Ша́бесгой, ша́бес-гой (идиш שבת-גױ‎ — субботний гой), гой шель шабат (ивр. גוי של שבת‎), шаббат-гой, — нееврей, нанятый иудеями для работы в шаббат (субботу), когда сами ортодоксальные иудеи не могут делать определённые вещи по религиозным законам.

## История
Термин шабесгой связан с реалиями старых еврейских общин Восточной Европы. Очень часто население местечка состояло лишь из евреев, придерживающихся норм иудаизма. Одна из важнейших заповедей Торы (четвёртая из Десяти заповедей) — это соблюдение шаббата в память об отдыхе Творца мира после шести дней творения, включающее в себя отказ от многих действий, выражающих творческое начало человека. Среди запрещённых в шаббат действий — зажигание и гашение огня, приготовление еды и многие другие.
По еврейскому закону запрещено не только совершать такие действия, но и просить другого человека, даже не обязанного соблюдать заповеди Торы, их совершать. Но разрешено пользоваться трудами нееврея, если действия совершаются им, в том числе, и для своих нужд. Поэтому еврейская община нанимала нееврея, зажигавшего в шаббат свечи для освещения помещений, печи для обогрева домов и тому подобное. Его должность называлась шабесгой, то есть нееврей, приглашённый для совершения работ в шаббат.
Существуют особые ситуации, как, например, забота о ребёнке или при наличии тяжёлых климатических условий, когда по закону можно, чтобы нееврей совершил работу (например, включил кондиционер в синагоге в очень жаркую субботу), хотя нельзя об этом просить напрямую, а лишь намёком. Такого человека тоже называют «шабесгой» по аналогии с тем, кто это делает профессионально.
В современной антисемитской риторике словом «шабесгой» называют тех неевреев, кто, по мнению антисемитов, служит еврейским интересам или слишком благосклонно относится к евреям или Израилю.